# Татаришвили, Кондратий Давидович
Кондратий (Кондратэ) Давидович Татаришвили (литературный псевдоним — Уиараго, в переводе «Безоружный») (21 сентября 1872, Абастумани Кутаисской губернии) — 9 мая 1929, Тбилиси) — грузинский писатель и публицист.

## Биография
Родился в семье священника. В 1879 году Кпоступил в сенакское духовное училище. Среди его учителей были Василий Барнов и Стефане Дзимистаришвили. Училище закончил с дипломом первой степени и в 1887 году без экзаменов был зачислен в Тифлисскую духовную семинарию. Именно в то время начал писать. Летом обучал детей. С 1893 года учился в Киевской духовной семинарии. Закончил её в 1894 году и вернулся в Грузию. 
В 1896 году, после вступления в брак, получил сан священника. Вначале служил в селе Кирцхи Зугдидского округа, где основал приходскую школу. По рассказам современников, ученикам из бедных семей в первую очередь доставляли бесплатные книги и тетради. В 1902 году он продолжил службу в тифлисской русской церкви Св. Иоанна Крестителя. При той церкви открыл женскую школу, которой сам заведовал и параллельно занимался педагогической деятельностью в Кукийской миссионерской школе. В 1906 году принял участие в совещании тифлисского духовенства, на котором основным требованием было восстановление Грузинской автокефальной церкви. В том же 1906 году был низвержен из сана.  
Его публицистика была направлена, в основном, против царской администрации Кавказа. Под нажимом полицейских властей в 1912 году он был вынужден уехать из Грузии. Учился на геологическом факультете Брюссельского университета. После возвращения в Грузию в 1921 году, работал в качестве ассистента на кафедре геологии Тбилисского университета, с 1923 года — геологического факультета Государственного музея.
Автор научных работ, главным образом, в области гидрогеологических проблем Колхидской низменности. Изучал геологию месторождений, а также возможности использования местных строительных материалы и бентонитовой глины.

## Творчество
Впервые выступил на литературном поприще в девяностых годах XIX столетия. В 1895 году опубликовал своё первое произведение «До свидания» в журнале «Вестник дня». Писал под псевдонимом Уиараго.
Автор исторических произведений. Наиболее известное произведение — «Мамлюк» (მამლუქი, 1912), в котором на фоне трагической судьбы двух грузинских юношей показал одно из самых чудовищных явлений, имевших место в Грузии XVIII века — работорговлю. По мнению Калистратэ Татаришвили (младшего брата Уиараго), прототипами описанных в романе «Мамлюк» священника Маркоза Лабадзе и его супруги были родственники автора: Маркоз Татаришвили и его жена. В 1958 году на студии «Грузия-фильм» по его повести был снят художественный фильм «Мамлюк».
Другая известная книга писателя — «Искатели», представляет красочную панораму быта, жизни, социальных отношений, обычаев и природы Мингрелии 1880—1890-х годов. Неоспоримо познавательное значение романа «Искатели». Наряду с показом разрушения дворянских гнезд, наступления торгового капитала, социального расслоения крестьянства и укоренения буржуазных отношений в грузинской деревне конце XIX века в романе дана широкая картина народной жизни, народного быта.
В 1957—1958 годов вышло 2-томное собрание сочинений Уиараго.
Хорошо знал фольклор родных мест.
Уиараго — один из ярких представителей критического реализма в грузинской литературе.